# Bayerische S 3/6
Die Dampflokomotiven der Gattung S 3/6 (gesprochen: „S Drei Sechstel“) der Königlich Bayerischen Staatsbahn (Baureihe 184–5 der Deutschen Reichsbahn) waren Schnellzuglokomotiven mit einem Vierzylinder-Verbundtriebwerk. Die Achsfolge ist 2’C1’, die auch als Pacific bezeichnet wird.
Diese Lokomotiven sind unter den Länderbahnlokomotiven insofern bemerkenswert, als sie über einen Zeitraum von fast 25 Jahren beschafft wurden, auch noch zu Zeiten der Deutschen Reichsbahn. Insgesamt wurden 159 Exemplare hergestellt, mehr als von allen anderen Länderbahn-Pacifics zusammengenommen. 89 der Lokomotiven (Serien a bis i) wurden von der Bayerischen Staatsbahn beschafft und 70 (Serien k bis o) von der Deutschen Reichsbahn.

## Gemeinsamkeiten
Die von der Firma Maffei unter der Leitung der Ingenieure Anton Hammel und Heinrich Leppla entwickelte S 3/6 war eine etwas vergrößerte Weiterentwicklung der ersten deutschen Pacific, der Badischen IV f. Wie diese hatte die S 3/6 ein Vierzylinder-Verbundtriebwerk mit Antrieb auf die zweite Kuppelachse. Mit Ausnahme der Serien d und e, die einen Kuppelraddurchmesser von 2.000 mm aufwiesen, hatten die S 3/6 einen Kuppelraddurchmesser von 1.870 mm, der einen Einsatz sowohl im Hügelland als auch im Flachland zuließ.
Die zulässige Höchstgeschwindigkeit der Lokomotiven lag unabhängig vom Treibraddurchmesser bei 120 km/h; die Leistung wurde im Beschaffungszeitraum von 1.770 PSi auf 1.830 PSi gesteigert.
Nach dem Vorbild der S 3/6 konstruierte Maffei weitere Pacific-Lokomotiven für andere Bahngesellschaften, so die in 90 Exemplaren von 1913 bis 1923 gebaute CFR-Baureihe 231 für Rumänien und vier Breitspur-Pacifics (Nummern 877 bis 880), die 1913 an die spanische Compañía de los Ferrocarriles de Madrid a Zaragoza y Alicante-MZA geliefert wurden. Erfahrungen aus dem Bau der S 3/6 flossen auch in die Badische IV h ein, die letzte für eine Länderbahn entwickelte Pacific. Dagegen scheiterten Verhandlungen der Sächsischen Staatseisenbahnen über einen Lizenzbau der S 3/6 bei Hartmann. Hartmann konstruierte daraufhin, orientiert am bayerischen Vorbild, die Sächsische XVIII H und die Sächsische XX HV, von denen vor allem die dreizylindrige XVIII H optisch eine gewisse Verwandtschaft zur S 3/6 erkennen ließ.

## Bayerische Staatsbahn

### Serien a bis c
Zwischen 1908 und 1911 entstanden 23 Lokomotiven mit einem Treibraddurchmesser von 1.870 mm und einem Kesseldruck von 15 bar.
Am 16. Juni 1908 lieferte Maffei die erste Lokomotive 3601. Vier Tage später folgte die 3602. Um die Maschine bei der Ausstellung München 1908 besser fotografieren zu können, beließ Maffei die ockerfarbene Grundierung. Dabei verzierten das königliche Wappen auf beiden Seiten der Rauchkammer, eine goldene Kaminkrone, Kesselringe und messingbeschlagene Zylinder- und Schieberdeckel die Lokomotive. Nach der Messe wurde der Fotoanstrich durch ein unempfindliches Grün ersetzt. Weitere fünf Prototypen folgten bis November. Nach Erprobungen folgten, gegenüber den Prototypen unverändert, zwischen November und September 1909 zehn Lokomotiven der Serie a mit den Nummern 3608 bis 3617. Für die Brüsseler Weltausstellung 1910 wurde bei Maffei unter der Fabriknummer 3142 als Serie b die Lokomotive 3618 gebaut. Technisch unverändert, war sie mit Messingzierrat und einer dunkelblauen Glanzblechverkleidung versehen. Im Mai und Juni 1911 wurden weitere fünf Lokomotiven als Serie c geliefert.
Bei der Deutschen Reichsbahn wurden die nach der Abgabe der Waffenstillstandslokomotiven (5 aus diesen Serien a-c von insgesamt 19) an die Entente verbliebenen 18 Maschinen aus diesen Serien als 18 401 bis 418 eingereiht.
Die Lokomotiven waren mit Tendern bay 2’2’ T 26,2 gekuppelt.

### Serien d und e
1912 entstanden 18 Maschinen der Serien d und e mit 2.000 mm Treibraddurchmesser („Hochbeinige“ bzw. „Langhaxige“), um auch längere Streckenabschnitte mit Höchstgeschwindigkeit (unverändert 120 km/h) durchfahren zu können, ohne dabei das Vierzylinder-Verbundtriebwerk zu sehr zu beanspruchen. Sie waren daher speziell für den Schnellzugdienst auf den relativ flachen und langen Strecken München–Augsburg–Nürnberg, München–Würzburg und München–Regensburg bestimmt. Abweichend von den anderen Lokomotiven hatten sowohl Hoch- als auch Niederdruckzylinder den gleichen Kolbenhub. Obwohl sie offensichtlich für schnellere Fahrten bestimmt waren, erhielten diese Lokomotiven kein Windschneidenführerhaus. Rahmen, Radsterne und Stangennuten waren nun englischrot, Zylinder- und Kesselverkleidung sowie Führerhaus blieben grün.

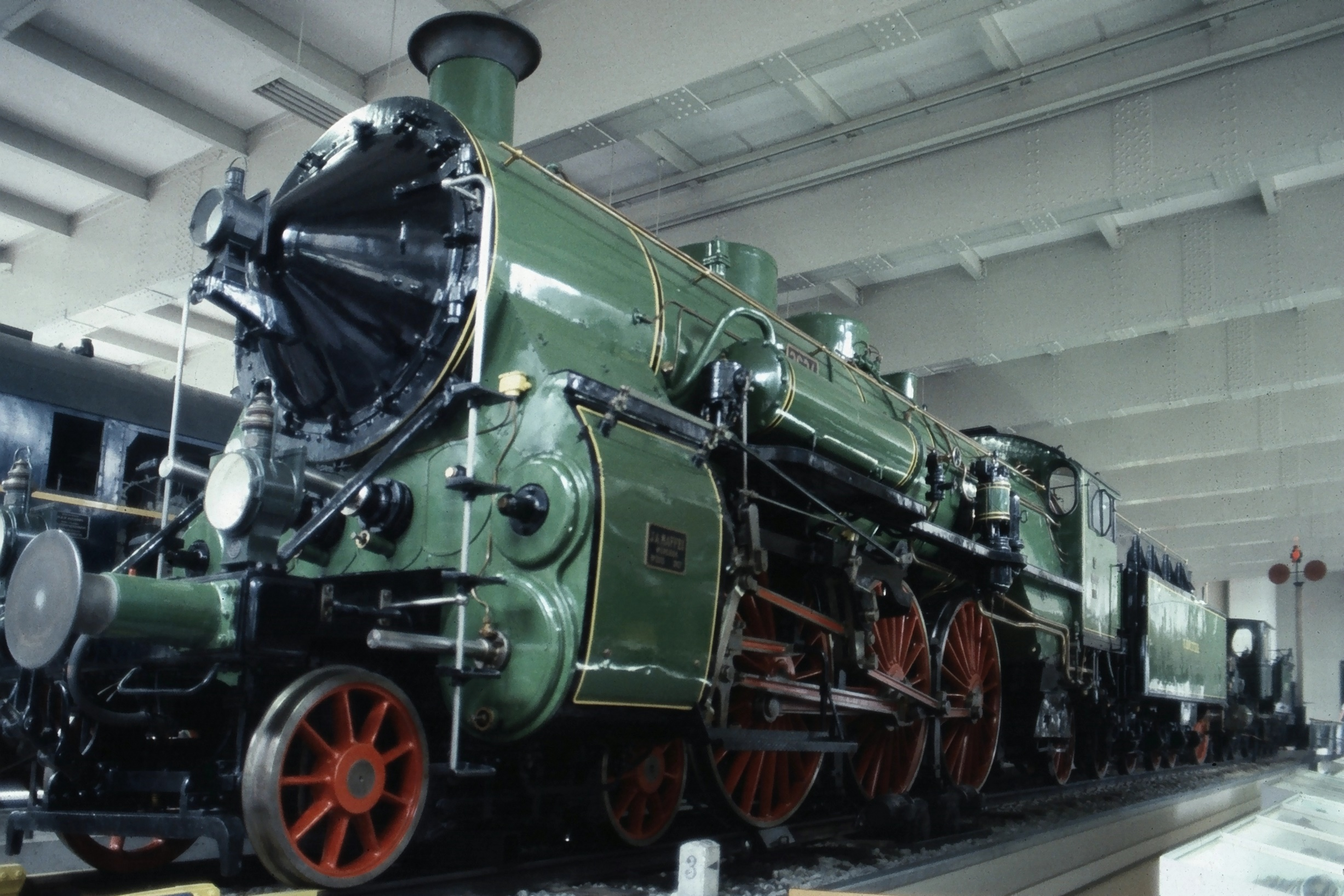
S 3/6 3634 im Deutschen Museum

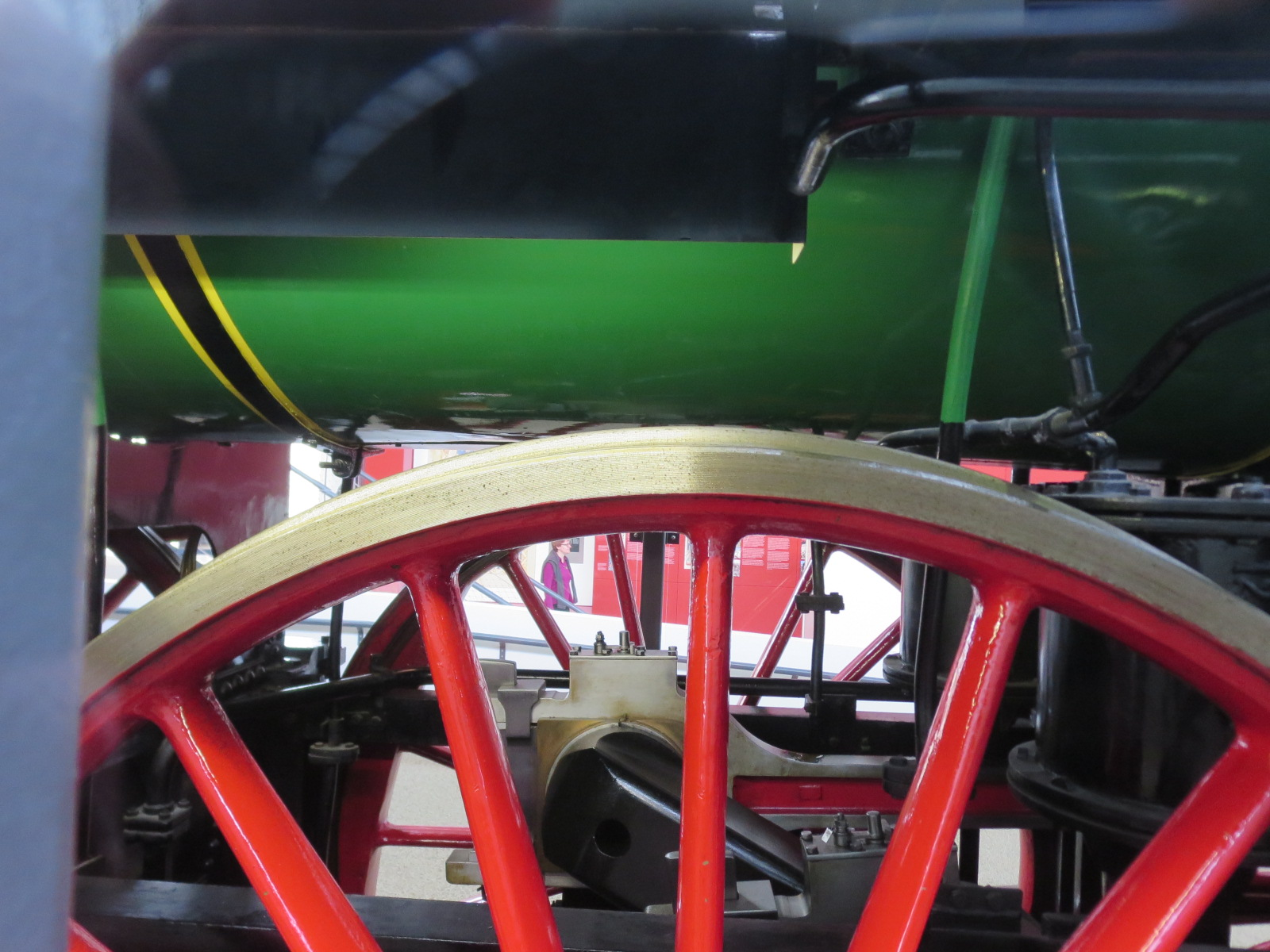
Durch die Speichen des Treibrades ist eine der beiden innen liegenden Treibstangen zu erkennen, die von den Hochdruckzylindern angetrieben werden. Die Treibachse ist als Kurbelwelle ausgebildet und wird als Kropfachse bezeichnet.

Eine der Lokomotiven, die Nr. 3634 (18 451), ist erhalten und steht im Verkehrszentrum des Deutschen Museums in München.
Für die Serien d und e wurde ein größerer Tender bay 2’2 T 32,5 entwickelt, um auch längere Strecken unterbrechungsfrei durchfahren zu können. Bei Versuchsfahrten konnte eine derartige S3/6 eine Höchstgeschwindigkeit von 148 km/h erreichen.

### Serie f
Die Serie f aus dem Jahr 1913 umfasste nur drei Lokomotiven, die sich nicht wesentlich von denen der Serien a bis c unterschieden.

### Serie g

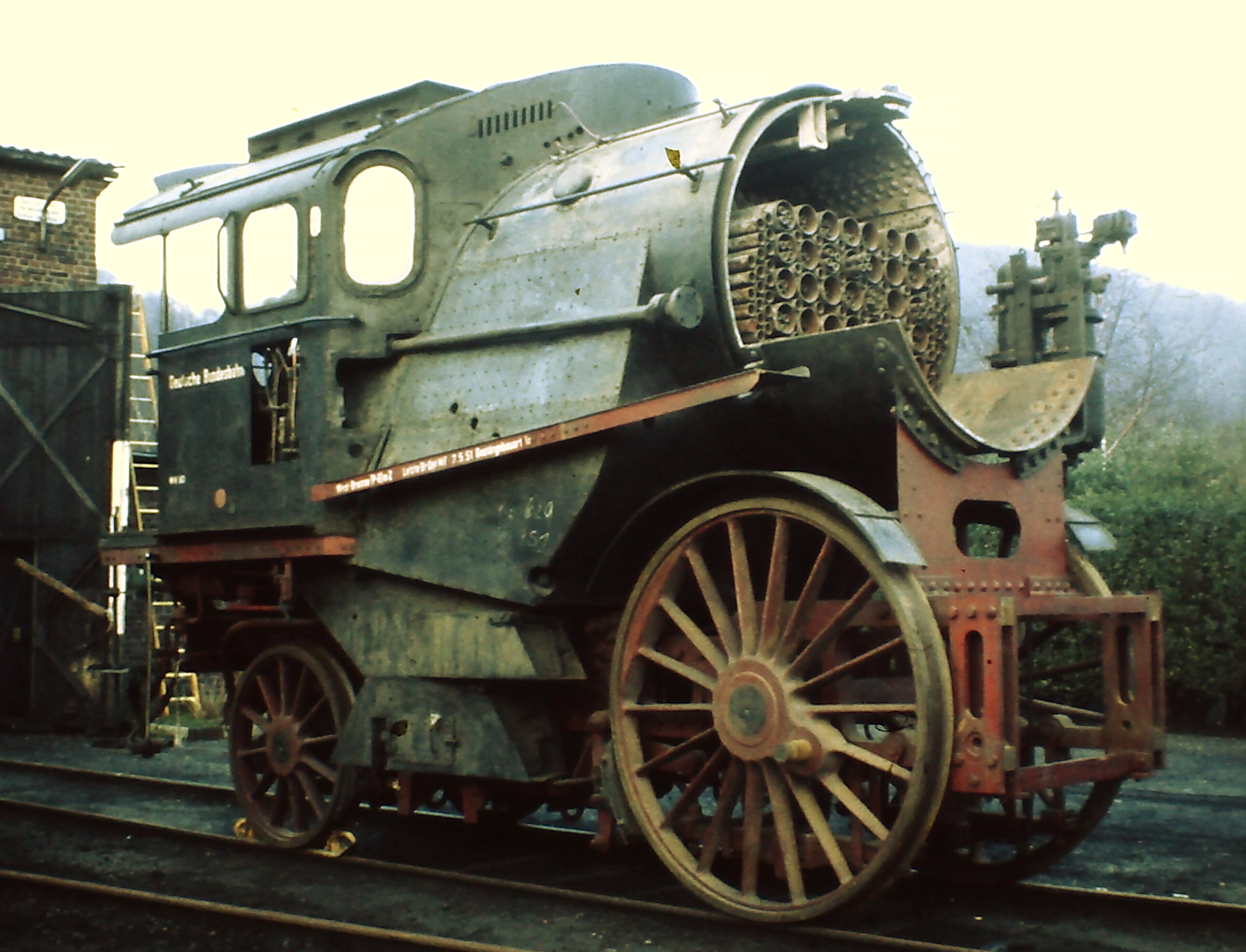
Torso 18 427 im Eisenbahnmuseum Bochum-Dahlhausen (bis 2010)

1914 wurden 10 Lokomotiven für das pfälzische Netz gebaut, die sich in einigen Abmessungen von den vorangegangenen Lokomotiven unterschieden. So waren sie ca. 150 mm kürzer, um auf die dortigen 19-m-Drehscheiben zu passen.
Diese Lokomotiven erhielten von der Deutschen Reichsbahn die Nummern 18 425 bis 18 434. Letztere verblieb nach dem Zweiten Weltkrieg in der SBZ und kam erst 1948 im Tausch gegen die 18 314 zurück in den Westen.

### Serien h und i
Während des Ersten Weltkriegs entstanden 1914 bis 1918 35 weitere Lokomotiven; es waren die letzten S 3/6, die noch von der Bayerischen Staatsbahn beschafft wurden.
Ein Exemplar (Nr. 3673) ist im Besitz des Bayerischen Eisenbahnmuseums in Nördlingen und wird für Museumsfahrten eingesetzt (siehe unten im Abschnitt 18 478).

## Deutsche Reichsbahn
19 Lokomotiven – darunter einige fabrikneue Fahrzeuge – mussten im Rahmen der Waffenstillstandsvereinbarungen an Frankreich und Belgien übergeben werden; die restlichen gelangten an die Deutsche Reichsbahn. Dort erhielten sie  1926 die Betriebsnummern 18 401–434, 18 441–458 und 18 461–478. Besondere Bekanntheit erlangten die S 3/6 durch ihren Einsatz als Zugmaschine vor dem ab 1928 verkehrenden Salonwagenzug Rheingold.

### Serie k
In der letzten Phase der Dampflokentwicklung in Bayern wurde der Lokomotivbestand in der Ausrichtung auf Leistung und Wirtschaftlichkeit modernisiert. Ganz besonders bewährte Loktypen wurden auch nach der Einsetzung des Vereinheitlichungsausschusses (Engerer Ausschuss für Lokomotiven zur Vereinheitlichung von Lokomotiven) 1921 noch nachgebaut, dazu gehörte auch die Reihe der S 3/6.
1923 und 1924 lieferte Maffei die Bauserie k mit insgesamt 30 Exemplaren. Sie wurden noch mit den bayerischen Loknummern 3680–3709 abgeliefert und erhielten 1926 die Betriebsnummern 18 479 bis 18 508. Von den Vorgängerserien unterschieden sie sich technisch vor allem durch einen etwas größeren Überhitzer und optisch durch ein Führerhaus ohne Windschneide, dessen Seitenwände ebenso wie bei den späteren Einheitslokomotiven im Bereich der Fenster abgeschrägt waren.
Lok 18 505 steht im Eisenbahnmuseum der DGEG in Neustadt an der Weinstraße und kann dort besichtigt werden. Die letzte dieser Maschinen, die 18 508, ist in Privatbesitz und im Locorama Romanshorn in der Ostschweiz abgestellt.

### Serien l, m, n und o
Da die Beschaffung von Einheitslokomotiven für 18 t Achslast im ersten Typisierungsplan nicht vorgesehen war und der Ausbau der Hauptstrecken auf 20 t Achslast nur schleppend voranging, bestellte die Deutsche Reichsbahn bei Maffei noch einmal Lokomotiven der Gattung S 3/6 nach.
1927 wurden 12 Maschinen der Bauserie l ausgeliefert (18 509–520), 1927/28 folgte die Serie m mit 8 Exemplaren (18 521–528). Gegenüber der Serie k war der Überhitzer erneut etwas größer; außerdem wurde der Durchmesser der HD-Zylinder von 425 mm auf 440 mm vergrößert. Mehrere Lokomotiven der Serie m wurden an das Bw Wiesbaden geliefert, um hochwertige Züge zu bespannen.
Von den 20 geplanten Lokomotiven der Serie n konnte die Firma Maffei vor ihrem Konkurs nur noch zwei Maschinen ausliefern (18 529 und 530). Henschel übernahm den Auftrag und lieferte 1930/31 die restlichen 18 Maschinen als Serie o (18 531–548). Die letzten 11 Loks dieser Serie erhielten einen neuentwickelten Tender mit der Bezeichnung 2’2’ T 31,7.
Bei einer Versuchsfahrt mit der Lok 18 518 am 6. Mai 1927 wurde eine größte indizierte Leistung von 2.500 PSi bei einer Verdampfungsleistung des Kessels von gut 65 kg/m²h gemessen, also ganz erheblich mehr als die Nennleistung der Bauserie, der eine Heizflächenbelastung von 57 kg/m²h zugrunde gelegt worden war. Weitere Versuchsfahrten belegten die Standfestigkeit des Kessels auch bei höheren Belastungen als der Nennkesselgrenzbelastung von 57 kg/m²h.
Die 18 528 ist erhalten und stand als Denkmal vor dem Verwaltungsgebäude der ehemaligen Krauss-Maffei AG in München.
Die Lokomotive steht jetzt nach der Übernahme der Krauss-Maffei Verkehrstechnik durch Siemens im Werksgelände Allach in einem Unterstand und ist nicht öffentlich zugänglich.

## Deutsche Bundesbahn
In den 1950er Jahren unterzog die Deutsche Bundesbahn einen großen Teil ihres Fahrzeugparks einer Modernisierung. Dazu gehörten auch 30 Exemplare der Baureihe 185, die u. a. neue Kessel und die Baureihenbezeichnung 18.6 erhielten.
Die nicht umgebauten S 3/6 wurden mit Ausnahme der 18 505 bis 1962 ausgemustert. Diese war noch bis 1967 bei der LVA Minden im Dienst und wurde erst 1969 als 018 505 ausgemustert. Sie ist im Eisenbahnmuseum Neustadt/Weinstraße erhalten geblieben.

### Umbau zur Baureihe 18.6

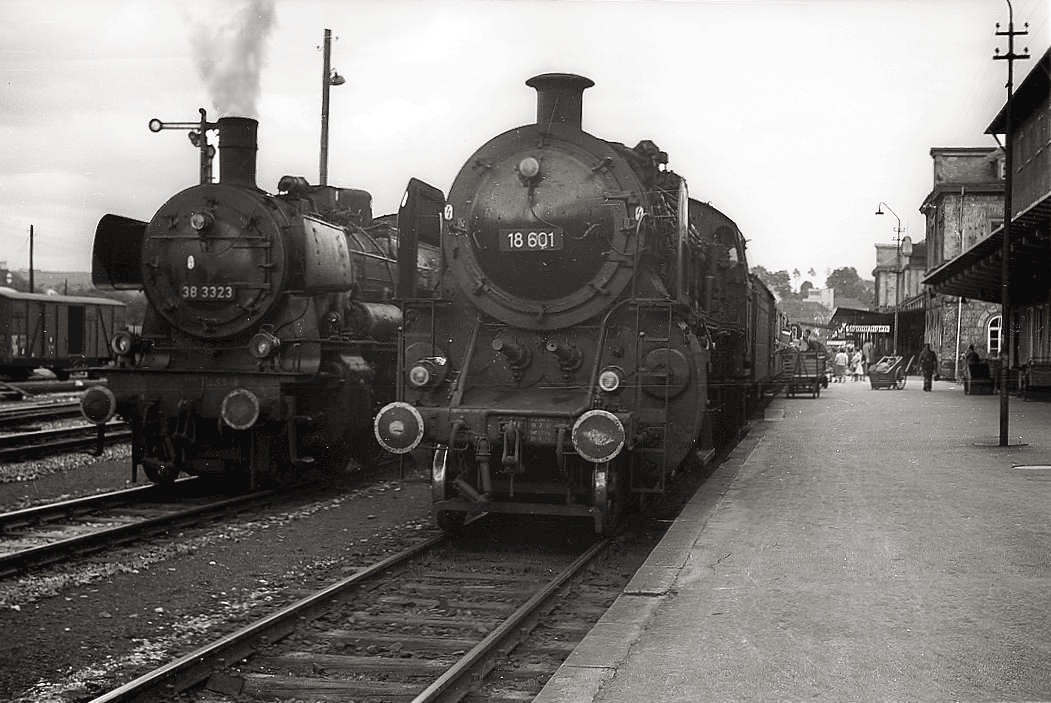
18 601 im Juni 1960 in Sigmaringen

Bei den modernisierten Maschinen handelte es sich um zwischen 1927 und 1930 von der Reichsbahn beschaffte Lokomotiven der Serien l bis o. Sie wurden durch die Firmen Krauss-Maffei und Henschel umgebaut. Diese Exemplare erhielten in den Ausbesserungswerken Ingolstadt und München-Freimann vom Betriebswerk Minden und der Firma Krauss-Maffei entwickelte neue, vollständig geschweißte Ersatzkessel mit Verbrennungskammer. Außerdem erhielten die Lokomotiven neue Führerhäuser und Mehrfachventil-Heißdampfregler. Weitere geplante Umbaumaßnahmen, z. B. neue Zylinderblöcke, wurden nicht vorgenommen.
Zunächst wurden fünf Kessel bei Krauss-Maffei gebaut, der erste im Sommer 1951 bei der 18 521 eingebaut. Probefahrten zeigten aber noch Schwachstellen, die eine Nachbesserung nötig machten. So geändert wurde die nun als 18 601 bezeichnete Lokomotive im März 1953 abgenommen, die weiteren vier Lokomotiven folgten zwischen Juni 1953 und Januar 1954. Die Erfahrungen waren so, dass im Juni 1953 weitere fünf Kessel bestellt und im Frühjahr 1954 eingebaut wurden. Ab Dezember 1954 wurden weitere 20 Kessel gefertigt und eingebaut, diese Kessel hatten eine etwas geringere Rohrheizfläche und eine vergrößerte Überhitzerheizfläche. Die letzte umgebaute Lokomotive wurde im April 1957 abgenommen. Doch schon bald stellten sich Kesselschäden ein. Der Grund dafür war, dass beim Umbau die Pumpenträger direkt am Kessel angeschweißt worden waren, was zu Rissbildungen führte. Der Kesseldruck musste deshalb von 16 auf 14 bar reduziert werden, wodurch die Lokomotiven erheblich an Leistung einbüßten.
Die umgebauten Lokomotiven erhielten die neuen Betriebsnummern 18 601–630 und wurden im Schnellzugdienst eingesetzt, wo sie in ihrer Leistung zunächst fast an die Baureihe 01 heranreichten. Stationiert waren sie in den Bahnbetriebswerken Darmstadt, Hof, Regensburg, Nürnberg Hbf, Lindau und Ulm. Obwohl die modernisierten Lokomotiven sehr leistungsstark waren und auch als wirtschaftlichste Dampflokomotiven der Deutschen Bundesbahn galten, wurden sie schon zwischen 1961 und 1965 vollständig ausgemustert. Durch die Traktionsumstellung gab es immer weniger geeignete Einsatzmöglichkeiten für dampfbetriebene Schnellzuglokomotiven. Die letzten Lokomotiven (18 622 und 18 630) wurden 1965 in Lindau außer Dienst gestellt und ab 1966 verschrottet.
Manche dieser Lokomotiven wurden vor ihrer Zerlegung noch zu Heizlokomotiven umgebaut und so noch ein paar Jahre betrieben. Auf diese Weise blieb auch 18 612 erhalten und kann im Deutschen Dampflokomotiv-Museum in Neuenmarkt in Oberfranken besichtigt werden. Die 18 602, bereits 1964 ausgemustert war danach als Heizlok zuletzt in Saarbrücken stationiert, sie wurde erst 1983 zerlegt. Erhalten sind lediglich die Radsätze, die im Hauptbahnhof zu sehen waren. Seit September 2018 befinden sie sich im Bayerischen Eisenbahnmuseum Nördlingen.

## 18 478

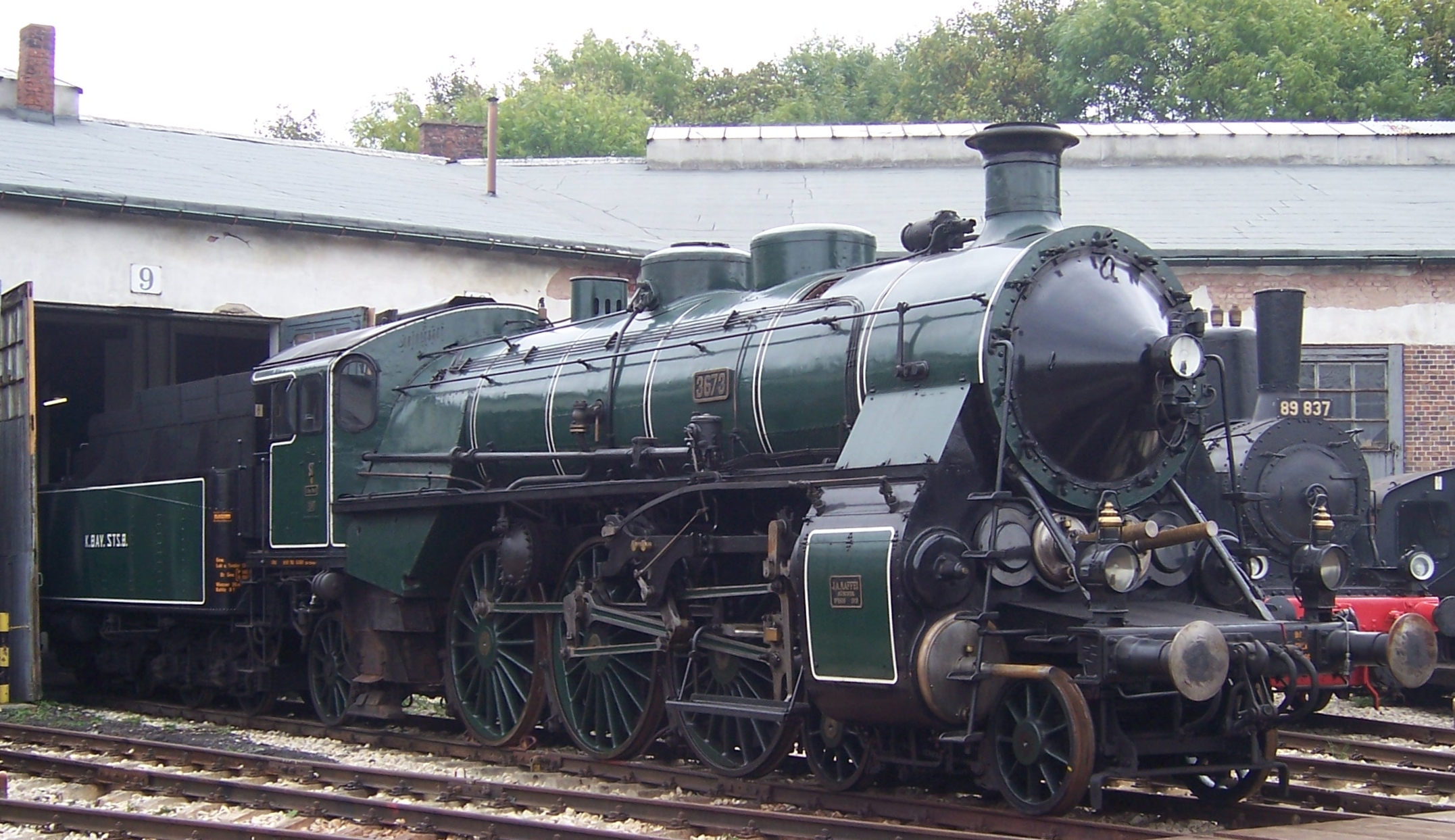
S 3/6 18 478

Die in Ulm beheimatete 18 478 war die letzte noch zu Länderbahnzeiten (1918) gebaute S 3/6 und damit auch die letzte mit Windschneidenführerhaus. Sie gelangte 1966 von einem Abstellgleis mit schrottreifen Lokomotiven in die Schweiz nach Frauenfeld, wo sie ab 1967 vom Schweizer Serge Lory aufwändig restauriert wurde. Heute befindet sich dieses Exemplar im Eigentum des Bayerischen Eisenbahnmuseums in Nördlingen. Die Lokomotive wurde durch das Bayerische Eisenbahnmuseum mit dem Dampflokwerk Meiningen 1996 betriebsfähig aufgearbeitet und erhielt dabei wieder ihre ursprüngliche Betriebsnummer 3673 und eine grüne Farbgebung, welche jedoch nicht dem dunklen bayerischen Länderbahngrün, sondern dem Hellgrün eines bekannten Märklin-Modells entsprach und somit eine Gegenleistung für den genannten Hauptsponsor der Instandsetzung war. Seitdem war sie wieder auf zahlreichen Sonderfahrten zu sehen.
Zu Werbezwecken veranlasste der Hauptsponsor der Lok, Märklin, vorübergehend auch andere Farbgebungen der Maschine, u. a. war sie von 2000 bis 2002 im Dunkelblau einer auf der Deutschen Verkehrsausstellung 1925 präsentierten S 3/6 zu sehen und erhielt dann für weitere zwei Jahre einen fiktiven „Rheingold“-Anstrich in violett/beige, welcher der Fantasie des Sponsors entsprang, der aber hierfür teils heftig kritisiert wurde. Im April 2004 musste die Lok aufgrund einer abgelaufenen Kesselfrist abgestellt werden und diente seitdem als rollfähiges Ausstellungsstück im Nördlinger Museum. Da der Sponsor Märklin zwischenzeitlich insolvent wurde, wurde das Projekt einer erneuten Instandsetzung auf unbestimmte Zeit verschoben, allerdings erhielt die Lokomotive dennoch ihre (vermutlich) originale dunkelgrüne Länderbahnfarbgebung zurück, sodass sie sich fast wieder im Zustand ihrer Ablieferung 1918 präsentierte.

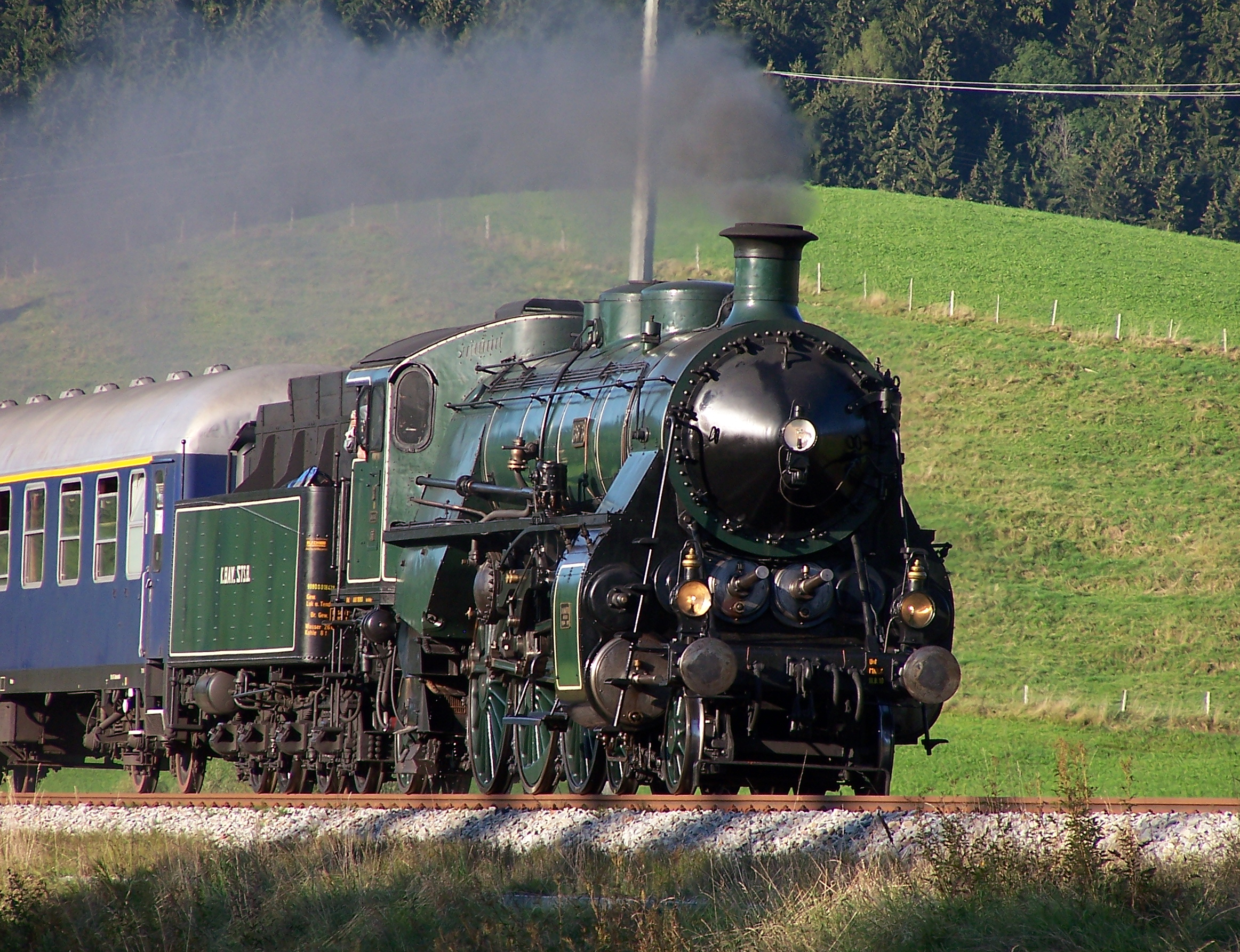
S 3/6 18 478 vor Oberstaufen

Für eine erneute Inbetriebnahme waren an der mittlerweile 90 Jahre alten Lokomotive, die immer noch ihren Originalkessel besitzt, umfangreiche Arbeiten notwendig. Diese wurden nach erfolgreicher Sponsorensuche seit 2009 von Mitarbeitern des Bayerischen Eisenbahnmuseums durchgeführt, um die Lok zum 175-jährigen Jubiläum der Eisenbahn in Deutschland wieder unter Dampf präsentieren zu können. Ab Mai 2010 war die Lokomotive somit wieder betriebsfähig, bis sie am 29. Mai 2014 ein Fristablauf wieder außer Betrieb setzte. Ab August 2017 war sie wieder betriebsfähig.
Wegen Fristablauf am 18. August 2025 wurde die Lokomotive erneut abgestellt. Die letzte Fahrt fand am Sonntag, den 17. August anlässlich der Rieser Dampftage statt. Seitens des Bayerischen Eisenbahnmuseums ist angestrebt, die 18 478 im Jahre 2035 anlässlich des 200-jährigen Jubiläums der Eisenbahn in Deutschland wieder betriebsfähig präsentieren zu können.

## Rezeption
Die S 3/6 wurde bereits während ihrer Bauzeit für ihre Schönheit und Leistungsfähigkeit international gerühmt.

„Wie aus den Zugleistungen hervorgeht, ist die bayerische S3/6 eine der hervorragendsten Schnellzuglokomotiven, deren Leistungen als mustergültig betrachtet werden können, während ihr konstruktiver Aufbau sie zu einer der schönsten Schnellzuglokomotive des Festlandes macht.“

## Übersicht der erhaltenen Exemplare
| Betriebsnummer     | Serie    | Betriebstauglich?  | Öffentlich zugänglich? | Standort                                                                              |
| Bay. 3634 (18 451) | d – e    |                    | ja                     | Verkehrszentrum des Deutschen Museums, München, Bayern                                |
| Bay. 3673 (18 478) | h – i    | nein (Fristablauf) |                        | Bayerisches Eisenbahnmuseum, Nördlingen, Bayern                                       |
| 18 505             | k        |                    | ja                     | Eisenbahnmuseum Neustadt/Weinstraße, Neustadt an der Weinstraße, Rheinland-Pfalz      |
| 18 508             | k        |                    | ja                     | Locorama Romanshorn, Romanshorn, Kanton Thurgau, Schweiz                              |
| 18 528             | m        |                    | nein                   | Siemens Mobility GmbH-Werksgelände (ehemals Krauss-Maffei) in Allach, München, Bayern |
| 18 612             | DB-Umbau |                    | ja                     | Deutsches Dampflokomotiv-Museum, Neuenmarkt, Bayern                                   |